# Енріке Пеллікано
Енріке Пеллікано (порт. Henrique Pellicano, 28 лютого 1974) — бразильський яхтсмен.
Бронзовий призер Олімпійських Ігор 1996 року в класі Торнадо.